# Dulzura hamakua
Dulzura hamakua är en kräftdjursart som först beskrevs av J. L. Barnard 1970.  Dulzura hamakua ingår i släktet Dulzura och familjen Hadziidae. Inga underarter finns listade i Catalogue of Life.